# شیبویا ۴۶۳۴
سیارک ۴۶۳۴ (به انگلیسی: 4634 Shibuya، نامگذاری:1988BA) چهار هزار و ششصد و سی و چهارمین سیارک کشف شده‌است که در ۱۶ ژانویه ۱۹۸۸ کشف شد.
قدر مطلق سیارک برابر ۱۳٫۳۰ است.